# Division 1 Féminine 2004-2005
La Division 1 Féminine 2004-2005 è stata la 31ª edizione della massima divisione del campionato francese femminile di calcio organizzato dalla federazione calcistica della Francia (Fédération Française de Football - FFF). Il campionato, iniziato il 29 agosto 2004 e concluso l'8 maggio 2005, ha visto il Montpellier aggiudicarsi il suo secondo titolo consecutivo, oltre che assoluto, di Campione di Francia di categoria. Capocannoniere del torneo è stata la francese Marinette Pichon (FCF Juvisy) con 38 reti realizzate.

## Stagione

### Novità
Dalla Division 1 Féminine 2003-2004 sono stati retrocessi in Division 2 Féminine il La Roche-sur-Yon (11º posto) e il Compiègne (12º posto).
Dalla Division 2 Féminine sono stati promossi il Vendenheim e il Condéen.

### Formato
Le 12 squadre si affrontano in un girone all'italiana con partite di andata e ritorno, per un totale di 22 giornate. La squadra prima classificata è campione di Francia, mentre le ultime due classificate retrocedono in Division 2 Féminine. La squadra vincitrice del campionato è ammessa alla UEFA Women's Cup 2005-2006 direttamente dai sedicesimi di finale.

## Squadre partecipanti
| Club                   | Città                      | Stadio                  | Stagione 2004-2005      |
| ---------------------- | -------------------------- | ----------------------- | ----------------------- |
| CNFE Clairefontaine    | Clairefontaine-en-Yvelines | Stadio Pierre Pibarot   | 5º posto in Division 1  |
| Condéen                | Condé-sur-Noireau          | Stadio Robert Gossart   | 2º posto in Division 2  |
| Hénin-Beaumont         | Hénin-Beaumont             | Stadio Raymonde Delabre | 7º posto in Division 1  |
| FCF Juvisy             | Juvisy-sur-Orge            | Stadio Georges Maquin   | 3º posto in Division 1  |
| Montpellier            | Montpellier                | Stadio Joseph Blanc     | Campione di Francia     |
| Olympique Lione        | Lione                      | Stade de Gerland        | 2º posto in Division 1  |
| Paris Saint-Germain    | Parigi                     | Stadio George-Lefèvre   | 8º posto in Division 1  |
| Saint-Memmie Olympique | Saint-Memmie               | Stadio Déborah Jeannet  | 10º posto in Division 1 |
| Soyaux                 | Soyaux                     | Stadio Léo Lagrange     | 6º posto in Division 1  |
| Stade Briochin         | Saint-Brieuc               | Stadio Fred Aubert      | 9º posto in Division 1  |
| Tolosa                 | Tolosa                     | Stadio de la Ramée      | 4º posto in Division 1  |
| Vendenheim             | Vendenheim                 | Stadio Waldeck          | 1º posto in Division 2  |

## Classifica finale
|  | Pos. | Squadra                | Pt | G  | V  | N | P  | GF | GS | DR  |
|  | ---- | ---------------------- | -- | -- | -- | - | -- | -- | -- | --- |
|  | 1.   | Montpellier            | 82 | 22 | 19 | 3 | 0  | 68 | 9  | +59 |
|  | 2.   | FCF Juvisy             | 79 | 22 | 18 | 3 | 1  | 78 | 16 | +62 |
|  | 3.   | Olympique Lione        | 69 | 22 | 15 | 2 | 5  | 50 | 20 | +30 |
|  | 4.   | Soyaux                 | 60 | 22 | 12 | 2 | 8  | 40 | 33 | +7  |
|  | 5.   | Tolosa                 | 59 | 22 | 11 | 4 | 7  | 44 | 32 | +12 |
|  | 6.   | CNFE Clairefontaine    | 56 | 22 | 10 | 4 | 8  | 40 | 27 | +13 |
|  | 7.   | Hénin-Beaumont         | 51 | 22 | 9  | 2 | 11 | 42 | 46 | -4  |
|  | 8.   | Vendenheim             | 45 | 22 | 6  | 5 | 11 | 23 | 46 | -23 |
|  | 9.   | Saint-Memmie Olympique | 38 | 22 | 4  | 4 | 14 | 24 | 61 | -37 |
|  | 10.  | Paris Saint-Germain    | 36 | 22 | 3  | 5 | 14 | 24 | 50 | -26 |
|  | 11.  | Stade Briochin         | 34 | 22 | 3  | 3 | 16 | 25 | 75 | -50 |
|  | 12.  | Condéen                | 30 | 22 | 1  | 5 | 16 | 13 | 56 | -43 |

Legenda:
      Campione di Francia e ammessa alla UEFA Women's Cup 2005-2006.
      Retrocesse in Division 2.
Note:
Quattro punti a vittoria, due a pareggio, uno a sconfitta.

## Risultati

### Tabellone
|                     | Cla  | Con  | Hén  | Juv  | Mon  | OLi  | PSG  | SMO  | Soy  | StB  | Tol  | Ven  |
| ------------------- | ---- | ---- | ---- | ---- | ---- | ---- | ---- | ---- | ---- | ---- | ---- | ---- |
| CNFE Clairefontaine | –––– | 1-0  | 3-1  | 0-0  | 0-4  | 5-1  | 2-2  | 1-0  | 0-2  | 5-2  | 1-1  | 1-2  |
| Condéen             | 0-4  | –––– | 1-1  | 0-2  | 0-9  | 0-4  | 3-1  | 1-1  | 2-3  | 1-1  | 0-3  | 1-2  |
| Hénin-Beaumont      | 0-2  | 4-1  | –––– | 3-4  | 0-1  | 1-2  | 1-0  | 5-1  | 2-4  | 4-0  | 2-2  | 1-2  |
| Juvisy              | 4-2  | 1-0  | 5-1  | –––– | 1-1  | 1-0  | 1-0  | 9-1  | 4-1  | 7-0  | 6-1  | 7-2  |
| Montpellier         | 2-1  | 0-0  | 3-1  | 1-1  | –––– | 1-0  | 2-0  | 5-0  | 2-0  | 7-1  | 1-0  | 4-2  |
| Olympique Lione     | 0-1  | 3-0  | 6-0  | 3-0  | 0-4  | –––– | 2-0  | 3-1  | 2-1  | 5-1  | 1-1  | 1-1  |
| Paris SG            | 0-4  | 1-1  | 1-3  | 0-4  | 1-6  | 0-3  | –––– | 1-1  | 1-3  | 3-2  | 1-2  | 0-0  |
| Saint-Memmie Ol.    | 2-1  | 3-0  | 1-4  | 0-6  | 0-3  | 0-2  | 2-3  | –––– | 1-3  | 3-6  | 1-2  | 4-1  |
| Soyaux              | 1-1  | 3-1  | 5-1  | 0-6  | 1-2  | 0-1  | 1-0  | 0-1  | –––– | 3-0  | 1-0  | 3-0  |
| Stade briochin      | 0-5  | 1-0  | 2-3  | 0-3  | 0-1  | 0-5  | 3-3  | 1-1  | 0-3  | –––– | 1-6  | 1-3  |
| Tolosa              | 2-0  | 5-1  | 0-2  | 0-3  | 0-4  | 2-4  | 4-3  | 4-0  | 4-0  | 2-0  | –––– | 0-0  |
| Vendenheim          | 1-0  | 3-0  | 0-2  | 0-3  | 0-5  | 0-2  | 0-3  | 0-0  | 2-2  | 2-3  | 0-3  | –––– |

## Statistiche

### Classifica marcatrici
Tratta dal sito footofeminin.fr
| Gol |  |  | Giocatore                  | Squadra                |
| --- |  |  | -------------------------- | ---------------------- |
| 38  |  |  | Marinette Pichon           | FCF Juvisy             |
| 17  |  |  | Élodie Ramos               | Montpellier            |
| 16  |  |  | Hoda Lattaf                | Montpellier            |
| 13  |  |  | Séverine Creuzet-Laplantes | Olympique Lione        |
| 13  |  |  | Élodie Thomis              | CNFE Clairefontaine    |
| 12  |  |  | Laëtitia Tonazzi           | FCF Juvisy             |
| 11  |  |  | Amandine Henry             | Hénin-Beaumont         |
| 10  |  |  | Ingrid Boyeldieu           | Paris Saint-Germain    |
| 10  |  |  | Déborah Jeannet            | Saint-Memmie Olympique |